# Protarchanara
Protarchanara är ett släkte av fjärilar som beskrevs av Herbert Beck, 1999. Protarchanara ingår i familjen nattflyn, Noctuidae.

## Dottertaxa tillProtarchanara, i alfabetisk ordning[1][2]
| Protarchanara abrupta    |  |                     |  |  |
| Protarchanara brevilinea |  | Rotstreckat stråfly |  |  |
| Protarchanara contumax   |  |                     |  |  |

## Bildgalleri

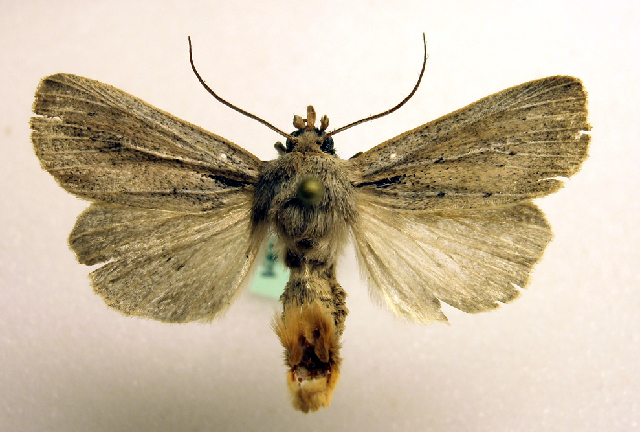
Rotstreckat stråfly, Protarchanara brevilinea